# Гигонна, Антонен
Антонен Гигонна́ (фр. Antonin Guigonnat; род. 2 июля 1991, Амбийи) — французский биатлонист, двухкратный чемпион мира в эстафетах, серебряный призёр чемпионата мира 2019 года в масс-старте. Выступает за клуб «Виллар — Боэж».

## Карьера
На международных соревнованиях впервые выступил в 2011 году на чемпионате мира среди юниоров в шведском Турсбю, где в индивидуальной гонке занял 39-е место, в спринте — 18-е, в гонке преследования — 12-е, а в эстафете вместе с Флораном Клодом и Симоном Детьё завоевал серебро.
На Кубке IBU дебютировал в сезоне 2010/2011 на заключительном этапе во французском Анси. В индивидуальной гонке Гигонна финишировал 51-м, в спринте — 43-м, в преследовании — 42-м.
После успешно проведённого Чемпионата Европы 2015 (бронза в спринте) Антонен дебютировал в Кубке мира на этапе в чешском Нове-Место. Уже во второй гонке Гигонна сумел набрать первые кубковые очки, став 25-м в гонке преследования.
Сезон 2015/2016 провёл с переменным успехом, то находясь в составе основной команды на Кубке мира (лучший результат — 31-е место в гонке преследования на этапе в Рупольдинге), то на Кубке IBU, где выиграл свою первую личную гонку — спринт на этапе в итальянском Валь-Мартелло.
Сезон 2016/2017 провёл на Кубке IBU, по итогам которого занял 3-е место. На Кубке мира пробежал только две гонки (лучший результат — 32-е место в гонке преследования на этапе в Оберхофе).
Сезон 2017/2018 начал на Кубке IBU. После двух побед на втором этапе в швейцарском Ленцерхайде был вызван в основную сборную. В своей первой гонке после возвращения на Кубок мира на этапе во французском Анси стал 3-м в спринте. Для Антонена это был первый подиум в личной гонке. На этапе в Рупольдинге вновь поднялся на подиум, финишировав 3-м в масс-старте. После Олимпийских игр 2018 года спортсмен завоёвывает первую в своей карьере золотую медаль: вместе с Шевалье-Буше в одиночной смешанной эстафете.
В своей первой спринтерской гонке на Кубке мира 2018/19 на этапе в словенской Поклюке стал 2-м. Это третий подиум на этапах Кубка мира в карьере французского биатлониста. В этом же сезоне он финиширует с 3-м результатом в спринте и становится 2-м в гонке преследования.
В сезоне 2020/2021 Гигонна выигрывает вторую золотую медаль — в этот раз уже в составе эстафеты. На Чемпионате мира 2021 года в Поклюке вместе с Жулией Симон он выигрывает золотую медаль в одиночной смешанной эстафете. Для него эта медаль становится третьей золотой и первой золотой на чемпионатах мира.

### Позиция в Кубке мира
- 2014/2015 — 62-е место (49 очков)
- 2015/2016 — 89-е место (10 очков)
- 2016/2017 — 86-е место (12 очков)
- 2017/2018 — 20-е место (379 очков)
- 2018/2019 — 11-е место (686 очков)
- 2019/2020 — 27-е место (254 очка)
- 2020/2021 — 20-е место (473 очка)

### Юниорские достижения
| Год  | Место проведения  | Инд | Спр | Прc | Эст |
| 2010 | Турсбю (U19)      | 39  | 18  | 12  | 2   |
| 2012 | Контиолахти (U21) | 32  | 34  | 26  | 4   |

### Участие в чемпионатах Европы
| Год  | Место проведения | Инд | Спр | Пр | МС  | Эст | СмЭ | ОСмЭ |
| 2012 | Осрблье          | 6   | 27  | 14 | —   | 7   | —   | Н/П  |
| 2013 | Банско           | 26  | 10  | 29 | —   | отм | —   | Н/П  |
| 2014 | Нове-Место       | 20  | 19  | 16 | Н/П | 8   | Н/П | Н/П  |
| 2015 | Отепя            | 16  | 3   | 6  | Н/П | 6   | Н/П | Н/П  |
| 2016 | Тюмень           | Н/П | 24  | 9  | 20  | Н/П | —   | —    |
| 2017 | Душники-Здруй    | 27  | 14  | 12 | Н/П | Н/П | 11  | —    |

### Участие на Олимпийских играх
| Год  | Место проведения | Индивидуальная гонка | Спринт | Гонка преследования | Масс старт | Эстафета | Смешанная эстафета |
| ---- | ---------------- | -------------------- | ------ | ------------------- | ---------- | -------- | ------------------ |
| 2018 | Пхёнчхан         | 23                   | 27     | 19                  | 19         | 5        | —                  |

### Участие на Чемпионатах мира
| Год  | Место проведения | Индивидуальная гонка | Спринт | Преследование | Супермикст | Эстафета | Масс-старт |
| ---- | ---------------- | -------------------- | ------ | ------------- | ---------- | -------- | ---------- |
| 2019 | Эстерсунд        | —                    | 20     | 7             | 7          | 6        | 2          |
| 2021 | Поклюка          | —                    | 14     | 21            | 1          | 4        | 17         |